# 愛・佐世保
「愛・佐世保」（あい・させぼ）は、2015年5月13日に発売された平浩二のシングル。徳間ジャパンにレーベル移籍後の第1弾シングル。

## 解説
リリース後に、カップリング曲の「ぬくもり」の歌詞がMr.Childrenの「抱きしめたい」（1992年発表、作詞・作曲：桜井和寿）の歌詞と酷似しているとインターネット上で指摘され、12月に出荷停止、回収に至った。
一方、「愛・佐世保」は、平の母校である長崎県立佐世保工業高等学校の同窓会により再発売を求める署名活動を行われ、2016年7月に3,000人を超える署名を所属事務所を通じて、発売元に届けていた。その結果、同じく平が作詞・作曲を手掛けた「九十九島」が2016年11月30日にシングルとして発売され、同曲のカップリングとしてアレンジを変えたニューバージョンが収録された。
佐世保は平が青春期を過ごした場所であり、平は2015年12月に佐世保市から観光名誉大使を委嘱された。

## 収録曲
1. 愛・佐世保（4分57秒）
作詞・作曲：平浩二／編曲：猪股義周
2. ぬくもり（4分16秒）
作詞：沢久美／作曲：西つよし／編曲：猪股義周
3. 愛・佐世保（オリジナルカラオケ）（4分57秒）
4. ぬくもり（オリジナルカラオケ）（4分16秒）
5. バス・ストップ（3分30秒） - ボーナストラック
作詞：千家和也／作曲・編曲：葵まさひこ